# Basso Mondego
Il Basso Mondego è una subregione statistica del Portogallo, parte della regione Centro, che comprende parte del distretto di Coimbra. Confina a nord col Basso Vouga e il Dão-Lafões, ad est con il Pinhal Interno Nord, a sud con il Pinhal Litorale e ad ovest con l'Oceano Atlantico.

## Suddivisioni
Comprende 9 comuni:
- Cantanhede
- Coimbra
- Condeixa-a-Nova
- Figueira da Foz
- Mealhada
- Mira
- Montemor-o-Velho
- Penacova
- Soure